# Bielanka (Neder-Silezië)
Bielanka (Duits: Lauterseiffen) is een dorp in het Poolse woiwodschap Neder-Silezië, in het district Lwówecki. De plaats maakt deel uit van de gemeente Lwówek Śląski en ligt 8 kilometer ten oosten van Lwówek Śląski en 95 kilometer ten westen van Wrocław.

## Geschiedenis
Na de Tweede Wereldoorlog werd het gebied onder Pools bestuur geplaatst en etnisch gezuiverd volgens de naoorlogse Conferentie van Potsdam. De Duitse bevolking werd verdreven en vervangen door Polen.
In de periode van 1975 tot aan de grote herindeling van Polen in 1998 viel het dorp bestuurlijk onder woiwodschap Jelenia Góra, vanaf 1998 valt het onder woiwodschap Neder-Silezië, Powiat (district) Lwówecki.

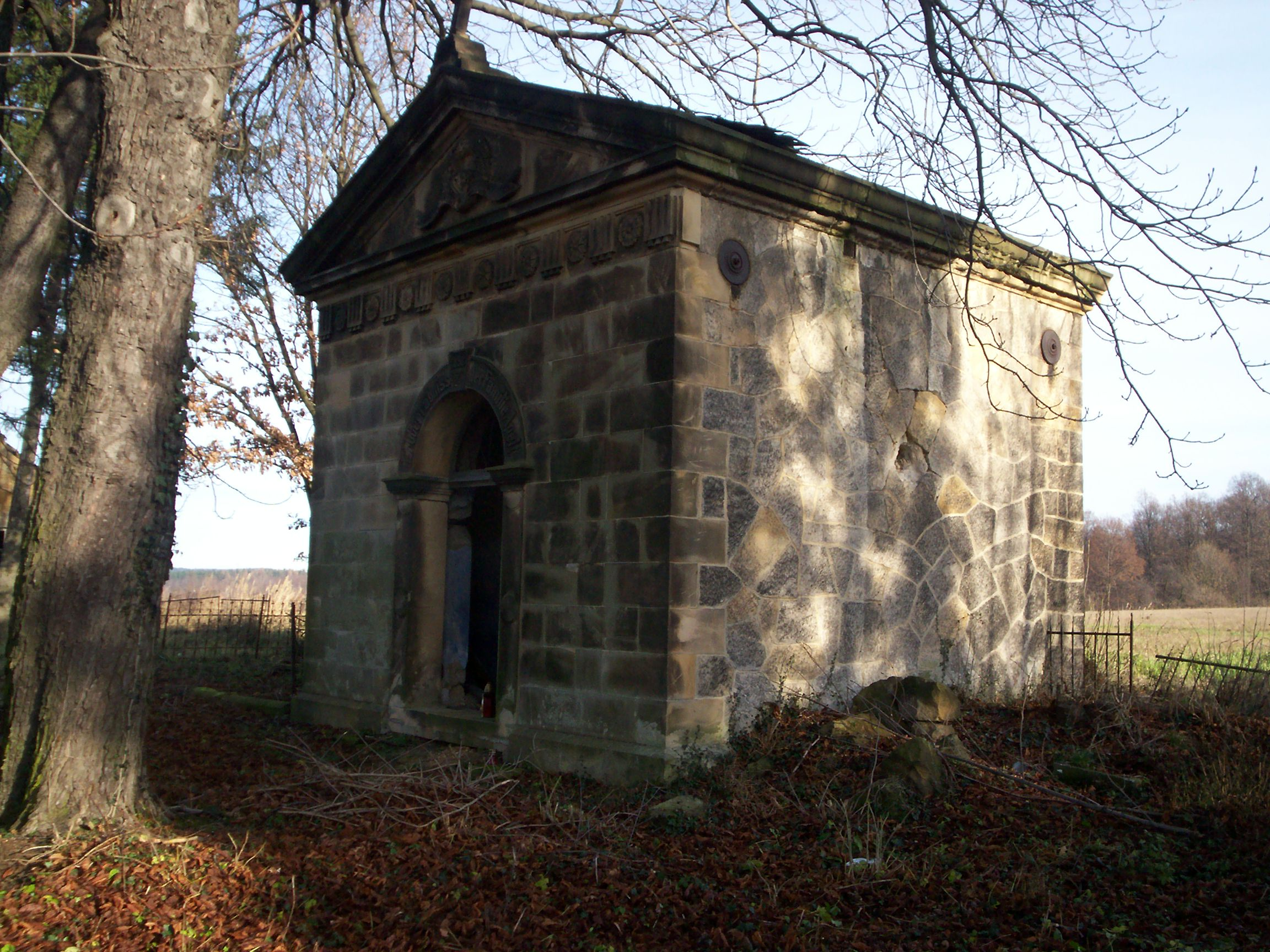
Kapelletje op de begraafplaats van Bielanka